# ポール・ボウルズ
ポール・ボウルズ（Paul Frederic Bowles、1910年12月30日 - 1999年11月18日）は、アメリカ合衆国の作曲家、作家、翻訳家。小説『極地の空』（映画『シェルタリング・スカイ』の原作）の作者として知られる。妻は作家・劇作家のジェイン・ボウルズ。

## 生涯

### 1910年から1930年
ニューヨーク出身。3歳のときから本を読み始めて、アーサー・ウェイリーによる漢詩の英訳に大きな影響を受け、自分でも物語や詩を作るようになった。またピアノ、声楽、音楽理論を学んでいたが、15歳の時にカーネギーホールで聴いたイーゴリ・ストラヴィンスキーの『火の鳥』に巨大な衝撃を受けた。
1928年にヴァージニア大学に入学したが、彼の興味はT・S・エリオット、セルゲイ・プロコフィエフ、デューク・エリントン、グレゴリオ聖歌、ブルースにあった。またこの頃ヘンリー・カウエルやジョージ・アンタイルの音楽も聴いている。1929年4月、両親に無断で大学を辞めてパリに渡った。6月にニューヨークに戻り、本屋の店員をしながら小説の執筆を始めたが未完に終わった。両親の説得でいったん復学したものの、作曲を師事していたアーロン・コープランドについて再びパリに渡った。1930年に最初の作曲作品である『オーボエとクラリネットのためのソナタ』を完成させ、翌年にコープランドやヴァージル・トムソンの作品とともにニューヨークで初演された。この時期の彼の音楽にはフランシス・プーランクとエリック・サティの影響がみられる。

### 1931年から1946年
フランスではガートルード・スタインの文学・芸術サークルのメンバーとなった。1931年夏、コープランドとモロッコのタンジールを訪問した。そこからベルリンに行き、ステファン・スペンダーとクリストファー・イシャーウッドと会見した。さらに翌年にかけてアルジェリアやチュニジアなど北アフリカを再訪した。
1937年、ニューヨークに戻り、管弦楽曲とオーソン・ウェルズやテネシー・ウィリアムズの舞台の付随音楽で作曲家としての地位を打ち立てた。1938年、作家・劇作家のジェイン・アウアーと結婚。それは奇妙な関係であった。彼らにはそれぞれ同性愛の愛人がいたが、良好な結婚生活を送っていたのである。短いフランス滞在の後、トムソンのもと『ニューヨーク・ヘラルド・トリビューン』紙で音楽評論を手がけた。1943年にはガルシア・ロルカの詩をもとにしたオペラ『風は帰る』がマース・カニンガム振付、レナード・バーンスタイン指揮で初演された。彼の音楽はアフリカ、メキシコ、中央アメリカなど様々な要素のメロディーやリズムを同化したものであった。
1945年よりジェインの影響で小説を書き始め、短編小説集を出版した。

### 1947年から1956年
1947年にタンジールに永住することを決意し、翌年にジェーンも合流した。1949年、最初の長編小説の『極地の空』を出版した。『極地の空』の登場人物はニューヨークから北アフリカを訪れたポートとキットの夫妻と友人のターナーで、ポートとキットは夫婦の問題を解決しようとするが、旅行者の無知からサハラ砂漠で過酷な運命に出会うというストーリーである。出版されるとたちまちベストセラーとなった。
1952年に2作目の長編小説である『雨は降るがままにせよ』を出版した。これは『極地の空』と同様のプロットで、タンジールを訪れた青年が異文化との出会いの準備ができていないためやがて崩壊するというストーリーである。
1955年には3作目の長編小説の『蜘蛛の家』を出版した。これはフェズを舞台に3人の駐在員とモロッコ人少年との交流を描いた物語である。
このような作家活動を行っている間にも、1955年にはオペラ『イェルマ』を作曲している。また1951年にはジャジューカの音楽家たちを紹介され、以後交流を持っている。

### 1957年から1973年
彼はまた北アフリカの音楽民族学の先駆者でもあった。1959年から1961年にかけて、ロックフェラー財団と連邦議会図書館の援助でユダヤ系を含むモロッコの様々な集団の伝統音楽の録音を行った。彼が収集した音楽は舞踊音楽、世俗音楽、ラマダーンなどの祭りの音楽、儀礼音楽など多岐にわたり、現在連邦議会図書館に保存されている。
また語り手から聞いた伝承や現代のモロッコの作家の作品を多数英訳している。
1957年にジェインは発作を起こし長い闘病生活を送っていたが、1973年に死去した。

### 1974年から1999年
ジェーンの死後も彼はタンジールに留まり、執筆と翻訳と作曲を続けた。
1990年、『極地の空』がベルナルド・ベルトルッチ監督によって映画化され、彼自身も出演した。これによりほとんど忘れ去られていた彼の作曲作品が再び注目されるようになった。
1995年、リンカーンセンターで彼の音楽の個展が開かれ、彼も出席した。これが最後の帰郷となった。
1999年、心不全により88歳で死去。遺灰はニューヨークに埋葬された。

## 邦訳作品
- 『極地の空』大久保康夫訳、新潮社、新鋭海外文学叢書、1955年
- 『優雅な獲物』四方田犬彦訳、新潮社、1989年6月
- 『シェルタリング・スカイ』大久保康夫訳、新潮文庫、1991年1月
- 『世界の真上で』木村恵子訳、白水社、1993年11月
- 『遠い木霊』越川芳明訳、白水社、1994年1月
- 『孤独の洗礼/無の近傍』杉浦悦子, 高橋雄一郎 訳 白水社、1994年4月
- 『雨は降るがままにせよ』飯田隆昭訳、思潮社、1994年5月
- 『真夜中のミサ』越川芳明訳、白水社、1994年7月
- 『蜘蛛の家』四方田犬彦訳、白水社、1995年5月

- 『モロッコ幻想物語』越川芳明訳、岩波書店、2013年5月

## 主な小説
- 極地の空 The Sheltering Sky（1949年）
- 雨は降るがままにせよ Let It Come Down（1952年）
- 蜘蛛の家 The Spider's House（1955年）
- 世界の真上で Up Above the World（1966年）

## 主な音楽
- オーボエとクラリネットのためのソナタ（1931年）
- バレエ『ヤンキー・クリッパー』（1937年）
- オペラ『デンマーク・ヴェジ』（1939年）
- バレエ『パストレラ』（1941年）
- バレエ『センチメンタルな会話』（1944年）
- 2台のピアノのための協奏曲（1946年）
- 2台のピアノのためのソナタ（1947年）
- 2台のピアノと管楽器、打楽器のための協奏曲（1948年）
- ピクニック・カンタータ（1953年）
- オペラ『イェルマ』（1955年）

## 文献
- Paul Bowles: 2117 Tanger Socco, Robert Briatte (1989), ISBN 2-259-02007-0 The first authorized biography of Paul Bowles (in French)
- An Invisible Spectator: A Biography of Paul Bowles, Christopher Sawyer-Laucanno (1989)
- You Are Not I: A Portrait of Paul Bowles, Millicent Dillon (1998)
- Paul Bowles: A Life, Virginia Spencer Carr (2004), ISBN 0684196573
- Isherwood, Bowles, Vedanta, Wicca, and Me, Lee Prosser (2001), ISBN 0-595-20284-5
- Night Tigers, Lee Prosser, 2002, ISBN 0-595-21739-7
- Paul Bowles, Magic and Morocco, Allan Hibbard (2004), ISBN 978-0932274618
- February House, Sherill Tippins (2005), ISBN 0-618-41911-X
- Paul Bowles by his Friends, Gary Pulsifer (1992), ISBN 0-7206-0866-X
- Second Son: An Autobiography, David Herbert (1972), ISBN 0-7206-0272-6
- The Sheltering Sky, (movie edition) Bertolucci and Bowles (1990), ISBN 0-356-19579-1
- Here to Learn, Mark Terrill (2002), ISBN 1-891408-29-1
- Paul Bowles: Romantic Savage, Gena Dagel Caponi (1994), ISBN 0-8093-1923-3
- Paul Bowles: The Inner Geography, Wayne Pounds (1985), ISBN 0-8204-0192-7
- Paul Bowles: The Illumination of North Africa, Lawrence D. Stewart (1974), ISBN 0-8093-0651-4
- Paul Bowles: Twayne's Authors Series, Gena Dagel Caponi (1998), ISBN 0-8057-4560-2
- The Fiction of Paul Bowles: The Soul is the Weariest Part of the Body, Hans Bertens (1979), ISBN 90-6203-992-8
- Conversations with Paul Bowles, Gena Dagel Caponi (1993), ISBN 0-87805-650-5
- Desultory Correspondence, Florian Vetsch (1997), ISBN 3-9520497-7-8
- Paul Bowles: A Descriptive Bibliography,  Jeffrey Miller (1986), ISBN 0-87685-610-5
- Paul Bowles on Music, edited by Timothy Mangan and Irene Herrmann (2003), ISBN 0-520-23655-6
- The Dream at the End of the World: Paul Bowles and the Literary Renegades in Tangier, Michelle Green (1991) ISBN 0-06-016571-5
- Paul Bowles: Le Reclus de Tanger", Mohamed Choukri (1997)
- Stars in the Firmament: Tangier Characters 1660-1960", David Woolman (1998) ISBN 1-57889-068-3
- The Tangier Diaries", John Hopkins (1998) ISBN 932274-50-1-0